# Eburodacrys xirica
Eburodacrys xirica är en skalbaggsart som beskrevs av Martins och Maria Helena M. Galileo 2005. Eburodacrys xirica ingår i släktet Eburodacrys och familjen långhorningar. Inga underarter finns listade i Catalogue of Life.